# Isabel Badell Serra
La doctora Isabel Badell Serra (7 de maig 1951, Barcelona) és una pediatra i investigadora en medicina especialitzada en Hematologia Pediàtrica. La doctora fou membre de l'equip que va dur a terme el primer trasplantament de medul·la òssia a Espanya, l'any 1976. La doctora Badell ha treballat principalment, tant en el camp assistencial com en la recerca amb trasplantaments de cèl·lules mare, leucèmia aguda i anèmia Fanconi en nens i nenes. En l'actualitat, la doctora Isabel Badell està jubilada.

## Educació
La doctora Isabel Badell Serra es va graduar de la carrera de Medicina a la Universitat Autònoma de Barcelona l'any 1975 i va cursar la residència en l'especialitat de pediatria a l'Hospital de la Santa Creu i Sant Pau entre 1976 i 1979. A banda de l'especialització en Pediatria, la doctora Badell va obtenir l'especialització en Hematologia l'any 1986.
L'any 1995 va obtenir el títol de doctora en Medicina a la Universitat Autònoma de Barcelona per la seva tesi doctoral Recuperació immunològica en pacients que reben un trasplantament de cèl·lules mare per leucèmia aguda.

## Carrera professional i recerca
Des de 1976, la doctora Isabel Badell ha treballat a l'Hospital de la Santa Creu i Sant Pau, i fou la Directora de la Unitat d'Hematologia, Oncologia i TPH del Servei de Pediatria. També ha col·laborat a l'Hospital de la Santa Creu i Sant Pau com a mèdica consultora sènior del Servei de Pediatria. A més, fou Directora de la Unitat de Trasplantament de Progenitors Hematopoyètics a l'Hospital Sant Joan de Déu.
En l'àmbit de la docència, la doctora Badell va ser professora associada de Pediatria a la Universitat Autònoma de Barcelona des de 1986 a 2006. Des de 2007, la doctora exercí de professora titular de Pediatria a la mateixa universitat. A més, ha estat directora de més d'una desena de tesis doctorals en medicina.
La investigació de la doctora Badell se centra en l'Hematologia Pediàtrica. Específicament, moltes de les seves publicacions estan relacionades amb el trasplantament de cèl·lules mare, leucèmia aguda i l'anèmia Fanconi. La doctora i investigadora va formar part del grup d'investigació Leucèmia i hemopaties pediàtriques de l'Institut de Recerca Sant Joan de Déu.
La doctora té més de 140 documents publicats en diferents revistes de recerca internacionals en l'àmbit de la medicina. També és autora de 30 capítols en llibres especialitzats sobre Hematologia i participa en conferències i cursos. La doctora Badell va participar en un dels 20 projectes de recerca finançats per La Marató de TV3 de l'any 2009, dedicada a les malalties minoritàries. El projecte, anomenat Creació d'una xarxa catalana pel diagnòstic i seguiment clínic de les anèmies rares degudes a hemoglobinopaties majors va ser una cooperació entre grups de recerca de l'Hospital Clínic i l'Hospital de la Santa Creu i Sant Pau.

## Distincions
| Premis i distincions | Premis i distincions |
| -------------------- | --- |
| 2021                 | Aparició en el TOP100 millors metges de Catalunya a l'Informe TopMetges.CAT 2021 elaborat per Instituto Coordenadas de Gobernanza y Economía Aplicada                                                              |
| 2019                 | Reconeixement a la trajectòria i dedicació al Trasplantament de Progenitors Hematopoètics-Grup Espanyol de Trasplantament Hematopoètic                                                                             |
| 2015                 | Reconeixement per la seva contribució al desenvolupament del Trasplantament Hematopoètic des de 1976 (Pediatric Hematology, Hospital Santa Creu i Sant Pau, Barcelona)                                             |
| 2004                 | Premi al millor abstract per: "TRATAMIENTO CON PROTEÍNA C ACTIVADA EN 7 PACIENTES CON SEPSIS" - Sociedad Española de Hematología Pediátrica                                                                        |
| 1998                 | Premi de recerca per “Fusión Tel/Aml1 En Niosos Con Leucemia Aguda Linfoblástica: Incidencia Y Significado Clínico”- Sociedad Española de Hematología Pediátrica                                                   |
| 1998                 | Premi de recerca per “Atrofia Muscular Espinal De La Infancia: Patología Molecular Y Expresión Del Gen Smn (Survival Motor Neuron)”- Asociación Española de Pediatría                                              |
| 1995                 | Premi de reserca per “Los Polimorfismos Del Adn Como Marcadores Del Implante En El Trasplante Alogénico De Médula Ósea: Seguimiento En Treinta Pacientes Pediátricos”- Sociedad Española de Hematología Pediátrica |
| 1992                 | Premi en recerca per “Trasplante De Precursores Hematopoyéticos: Utilización Del Factor Estimulante De Colonias Granulo-Monocíticas Como Terapéutica De Apoyo”. Sociedad Española de Hematología y Hemoterapia     |
| 1982                 | Premi en recerca per “Prevalencia De Los Genes Talasémicos Beta 0 Y Beta+ En Niños Con Beta–Talasemia Homocigota”. Sociedad Española de Hematología y Hemoterapia                                                  |

## Fundacions i organitzacions
SEHP (Sociedad Española de Hematología Pediátrica)
- 1977-2007 membre fundadora
- 2003-2007 presidenta

SEHOP (Sociedad Española de Hematología y Oncología Pediátrica)
- 2007- membre fundadora
- 2007-2008 Presidenta

SHOP (Protocolos Sociedad Española de Hematología Pediátrica para Leucemia y Linfoma en niños)
- 1989- membre fundadora
- 2006-2015 Coordinadora

GETMON (Grupo Español de Trasplante de Médula Ósea en Niños)
- 1997- membre fundadora
- 2006-2019 Coordinadora

European Society for Blood and Marrow Transplantation
- 1985-Membre